# Funtua
Funtua é uma cidade do estado de Catsina, na Nigéria. Sua população é estimada em 153.712 habitantes.

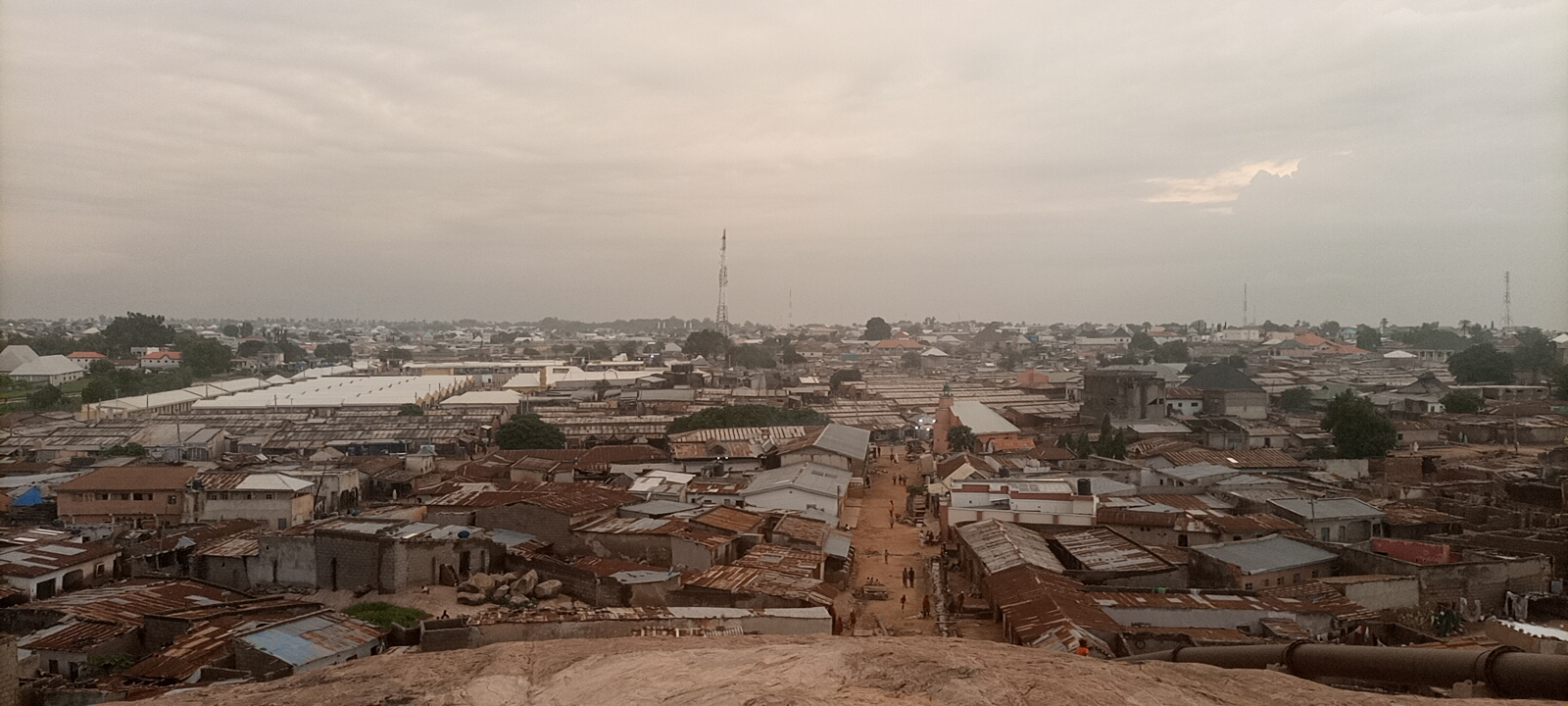
Funtua